# الضفدع كامل
الضفدع كامل (بالإنجليزية: Kermit the Frog)‏ شخصيات دمية ظهرت في برنامج افتح يا سمسم وهو النسخة العربية من البرنامج الأمريكي (بالإنجليزية: Sesame Street)‏. وهي شخصية دمية جورب. الشخصية هي اقتباس لشخصية الضفدع كيرمت (بالإنجليزية: Kermit the Frog)‏ التي أوجدها محرك الدمى الأمريكي جيم هينسون سنة 1955م. قدمها لنسخة العربية الممثل فوزي مهدي.
منحت كلية جامعة «هامبتون» في نيويورك درجة الدكتوراه الفخرية غير المألوفة لشخصية «الضفدع كامل» عام 1986.

## وصلات خارجية
- الضفدع كامل على موقع IMDb (الإنجليزية)
- الضفدع كامل على موقع الموسوعة البريطانية (الإنجليزية)
- الضفدع كامل على موقع ميوزك برينز (الإنجليزية)
- الضفدع كامل على موقع أول ميوزيك (الإنجليزية)
- الضفدع كامل على موقع ديسكوغز (الإنجليزية)

- Tough Pigs Anthology: Kermit's Sesame Street News Flash sketches
- Kermit's commencement address at Southampton College in 1996
- Birthplace of the Frog: An Exhibit of Jim Henson's Delta Boyhood